# Modeliranje podataka
Modeliranje podataka je proces u softverskom inženjerstvui kojim se izrađuje podatkovni model za neki informacijski sustav primjenom određenih formalnih tehnika. Pristupi i tehnika modeliranja podataka ovise o metodi za prikaz strukture modela podataka. Metoda objekti - veze spada u semantičke metode za modeliranje podataka i dade se prevesti u shemu nekog drugog klasičnog modela (hijerarhijskog, mrežnog, relacijskog) ili DBMS (UNIVAC-ov DMS, Honeywell-ov IDS, IBM-ov IMS). U području istraživanja modeliranja podataka, temeljna je zadaća naći koncepte (intelektualno sredstvo) kojima će se izgraditi model (globalni apstraktni tip podataka koji predstavlja cijeli sustav), te naći postupke za izradu modela podataka odabranom sustavu.:8